# 1937 dans les parcs de loisirs
| Années des parcs de loisirs : 1934 - 1935 - 1936 - 1937 - 1938 - 1939 - 1940    |
| Décennies des parcs de loisirs : 1900 - 1910 - 1920 - 1930 - 1940 - 1950 - 1960 |

## Parcs d'attractions

### Fermeture
- Indianola Park ( États-Unis)
- Olentangy Park (en) ( États-Unis)

## Attractions

### Montagnes russes
| Nom                                   | Type / Modèle                 | Constructeur                  | Parc                     | Pays        |
| ------------------------------------- | ----------------------------- | ----------------------------- | ------------------------ | ----------- |
| Cyclone                               | Bois                          | Charles Paige                 | Pleasureland Southport   | Royaume-Uni |
| Lake Placid Bobsled                   | Bois bobsleigh / Flying Turns | John Norman Bartlett          | Palisades Amusement Park | États-Unis  |
| Clipper Devenu Shooting Star en 1947. | Bois                          | Philadelphia Toboggan Company | Coney Island             | États-Unis  |

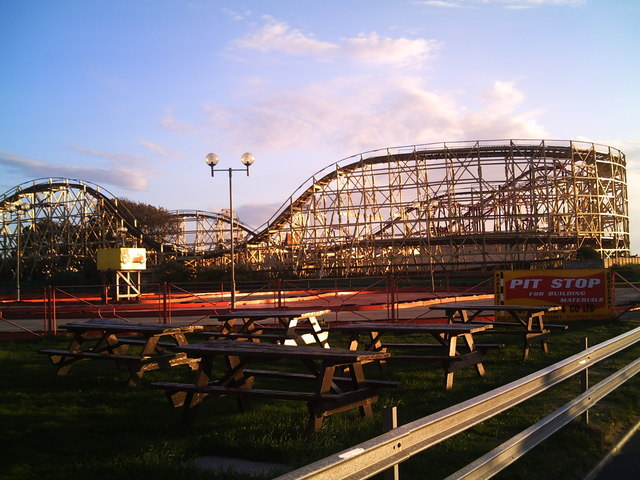
Cyclone à Pleasureland Southport